# Tomas Pontén
Tomas Pontén (født Carl Axel Thomas Pontén; 29. januar 1946 i Skövde, død 15. september 2015) var en svensk skuespiller og instruktør. Han blev uddannet på Teaterhögskolan i Stockholm og var medlem af ensemblet på Dramaten. Ved siden af teaterroller nåede han også at medvirke i over 35 film og tv-serier.

## Privatliv
Tomas Pontén var bror til modedesigneren Gunilla Pontén (1929-2019) og fætter til skuespillerinden Gunvor Pontén (1929-2023). Efter at have haft et forhold med Lena Nyman boede han sammen med Suzanne Reuter fra 1983 til 2000. Parret fik tre sønner sammen.

## Udvalgt filmografi
- Den hvide væg (1975)
- Selambs (tv-serie, 1979)
- Kaninmannen (1990)
- Kejseren af Portugalien (tv-serie, 1992-1993)
- Radioskugga (tv-serie, 1994-1997)
- Skærgårdsdoktoren (tv-serie, 2000)
- Nedtælling (2001)
- Taurus (tv-serie, 2002)
- Olivia Twist (tv-serie, 2002)
- Truslen (2004)
- Höök (tv-serie, 2007)
- Labyrint (tv-serie, 2007)